# Andrea Chiti-Batelli
Andrea Chiti-Batelli (Firenze, 10 novembre 1920 – Roma, 22 gennaio 2023) è stato un politico, funzionario e saggista italiano, attivo principalmente nei campi dell'europeismo federalista, dell'esperantologia e della politica linguistica.

## Biografia
Fu consigliere parlamentare del Senato italiano e segretario di delegazioni parlamentari italiane presso il Parlamento europeo; in Senato ricoprì la carica di direttore dell'Ufficio europeo.
Uno dei temi principali nel suo lavoro fu la preoccupazione per l'egemonia esercitata dall'inglese usato oggi come lingua franca dell'occidente; il che, secondo Chiti-Batelli, costituiva un pericolo grandemente sottovalutato per le altre lingue nazionali, nonché una grave disparità politica, economica e socioculturale fra i popoli nativamente anglofoni e non anglofoni, ritenuta inaccettabile in un ordine internazionale che si vorrebbe basato sulla democrazia e l'uguaglianza fra i popoli.
Si occupò anche di altri temi spesso oggetto di controversie, fra cui la sperimentazione sugli animali, il problema delle droghe, l'islamizzazione dell'Europa.
Fu un accademico d'onore dell'Accademia delle arti del disegno di Firenze e presidente onorario dell'Associazione Radicale Esperanto (ERA).

## Elenco parziale delle opere
1950
- A. Chiti-Batelli, Il Consiglio d'Europa, Firenze, Marzocco, 1950.
- A. Chiti-Batelli, Scrittori federalisti, Firenze, La Nuova Italia, 1950.

1954
- A. Chiti-Batelli, Federazione e confederazione, Tivoli, Arti grafiche A. Chicca, 1954.

1973
- A. Chiti-Batelli, Collaborazione tra parlamento nazionale e assemblee europee, Firenze, Centro Italiano di Studi Europei, 1973.

1974
- A. Chiti-Batelli, Politica ecologica, problema europeo: bibliografia ragionata, Roma, Tipografia Castaldi, 1974.

1977
- A. Chiti-Batelli, Minoranze linguistiche e integrazione europea, Trento, Ufficio studi, statistica e programmazione della regione Trentino - Alto Adige, 1977.
- (DE) A. Chiti-Batelli, Sprachminderheiten und europäische Integration, Trento, Ufficio studi statistica e programmazione della regione Trentino - Alto Adige, 1977.

1979
- A. Chiti-Batelli, Dalle elezioni dirette alla federazione europea?, Firenze, Le Monnier, 1979.
- A. Chiti-Batelli, I cattolici del dissenso e l'Europa, Manduria, Lacaita, 1979.
- A. Chiti-Batelli, La sinistra italiana, i sindacati e l'Europa, Manduria, Lacaita, 1979.
- A. Chiti-Batelli, L'Italia e l'Europa, Manduria, Lacaita, 1979.
- A. Chiti-Batelli, L'ultra-sinistra italiana e l'Europa, Manduria, Lacaita, 1979.
- A. Chiti-Batelli, Verso un partito dell'Europa?, Manduria, Lacaita, 1979.

1981
- (DE) A. Chiti-Batelli, Europaische integration und befugnisse der regionen, Trento, Ufficio studi, statistica e programmazione della regione Trentino - Alto Adige, 1981.

1984
- (FR) A. Chiti-Batelli, Conditions institutionnelles d'une politique europeenne de l'education, Roma, Centro italiano di formazione europea, 1984.

1986
- A. Chiti-Batelli, Ciò che è vivo e ciò che è morto della strategia federalista nella resistenza, Roma, Bonacci, 1986.

1987
- A. Chiti-Batelli (a cura di), La comunicazione internazionale tra politica e glottodidattica. L'esperanto, cento anni dopo, prefazione di A. Castellani, scritti di B. Migliorini, U. Broccatelli, H. Frank, C. Piron, A. Bausani, R. Corsetti et al., Milano, Marzorati, 1987.
- A. Chiti-Batelli, Unità europea e lingua franca internazionale, Milano, Marzorati, 1987.

1992
- A. Chiti-Batelli, Dal mercato unico alla federazione europea?, Roma, Bardi, 1992.
- A. Chiti-Batelli, Droga, problema europeo. Una terza via fra proibizionismo e legalizzazione?, Milano, Angeli, 1992.
- (FR) A. Chiti-Batelli, Education fédéraliste et culture européenne, Nizza, Presses d'Europe, 1992.

1993
- A. Chiti-Batelli, Per una politica europea della droga. I limiti della legalizzazione, Manduria, Lacaita, 1992.

1994
- A. Chiti-Batelli, Una strategia per l'esperanto, Roma, Esperanto Radikala Asocio, 1994.

1997
- A. Chiti-Batelli, Federalismo interno e crisi istituzionale italiana visti da un federalista europeo, Roma, Bardi, 1997.

1998
- A. Chiti-Batelli, Moneta Europea - Lingua Europea - Federazione Europea, Manduria-Bari-Roma, Lacaita, 1998.

1999
- A. Chiti-Batelli, L'idea federalista nel pensiero di Adriano Olivetti, Firenze, Olschki, 1999.

2003
- (EN) A. Chiti-Batelli, Can anything be done about the "glottophagy" of English? A bibliographical survey with a political conclusion, John Benjamins Publishing Company, 2003.
- A. Chiti-Batelli, Perplessità sulla pena di morte. È davvero inutile?, Milano, Giuffrè, 2003.

2005
- A. Chiti-Batelli, Prevenzione dei maltrattamenti all'infanzia problema europeo. Per un servizio di controllo obbligatorio delle famiglie con minori, Milano, FrancoAngeli, 2005.

2006
- A. Chiti-Batelli, Oltre il sistema rappresentativo? Per un superamento della democrazia partitica alla luce della proposta di Adriano Olivetti in un ambito federale europeo. Materiali per un dibattito, Milano, FrancoAngeli, 2006.

2007
- A. Chiti-Batelli, L'Europa intera parlerà solo inglese? Per un'interlinguistica «scientifica», Milano, FrancoAngeli, 2007.

2008
- A. Chiti-Batelli, Glottofagia ed etnolisi. Per la salvaguardia dell'«identità» linguistica e culturale dell'Europa, prefazione di P. Janton, CEDAM, 2008.

2013
- A. Chiti-Batelli, La minaccia islamica all'Europa. Saggi su diversi argomenti di politica europea. Critica dei simboli dell'UE, CEDAM, 2013.